# The Possibility and the Promise
The Possibility and the Promise é o álbum de estreia da banda Amber Pacific, lançado a 24 de Maio de 2005.

## Faixas
Todas as faixas por Will Nutter, exceto onde anotado.
1. "Everything We Were Has Become What We Are" - 2:58
2. "Poetically Pathetic" (Nutter, Strong) - 3:21
3. "Gone So Young" (Nutter, Strong) - 3:24
4. "Save Me from Me" - 2:48
5. "Postcards" (Nutter, Strong) - 3:10
6. "For What It's Worth" - 3:33
7. "The Right to Write Me Off" - 3:19
8. "The Sky Could Fall Tonight" - 3:40
9. "Falling Away" - 3:00
10. "Always You (Good Times)" (Nutter, Strong) - 4:08
11. "If I Fall" - 3:56
12. "Can't Hold Back" - 3:33